# Pol Moya Betriu
Pol Moya Betriu (Andorra, 9 de desembre de 1996) és un atleta i corredor de mig fons andorrà, que ha competit als Jocs Olímpics de Rio 2016. Moya Betriu és fill dels també atletes Joan Ramon Moya Garcia i Maria Betriu Català, nascut a Andorra, on els seus pares s'instal·laren el 1992. En un primer moment, començà a jugar a hoquei sobre patins amb el Club Hoquei Cadí. Posteriorment, es va traslladar a Barcelona per estudiar enginyeria informàtica a la Universitat Politècnica de Barcelona, i començà a entrenar amb el grup de José Antonio Prieto a les pistes atlètiques d'el Prat de Llobregat. També entrena sovint a la Carretera de les Aigües de Barcelona, i quan puja a Andorra els caps de setmana el seu pare també li fa d'entrenador. També ha entrenat amb el Club d'Atletisme Valls Andorra. El 2016 va participar en els Jocs Olímpics de Rio a la prova de 800 metres. Ha competit en proves a l'aire lliure de 400, 800, 1.500 i 400 metres per equips, i també en proves de pista coberta de 400, 800, 1.500 i 200 metres per equips.

## Fites esportives
| Data | Competició                                              | Lloc                     | Distància               | Temps           |
| ---- | ------------------------------------------------------- | ------------------------ | ----------------------- | --------------- |
| 2014 | Campionats del món júnior                               | Eugene, Estats Units     | 800 metres              | 1:58.44         |
| 2015 | Campionats europeus juvenils                            | Eskilstuna, Suècia       | 800 metres              | 1:56.04         |
| 2016 | Campionat del Món d'atletisme en pista coberta de 2016  | Portland, Estats Units   | 800 metres              | 1:54.19         |
| 2016 | Campionat d'Europa d'atletisme de 2016                  | Amsterdam, Països Baixos | 800 metres              | 1:50.03         |
| 2016 | Jocs Olímpics d'Estiu de 2016                           | Rio de Janeiro, Brasil   | 800 metres              | 1:48.88         |
| 2017 | Campionat del Món d'atletisme en pista coberta de 2017  | Belgrad, Sèrbia          | 800 metres              | 1:50.88         |
| 2017 | Jocs d'Atletisme 2017 dels petits Estats d'Europa       | Serravalle, San Marino   | 800 metres 1.500 metres | 1:50.72 4:01.06 |
| 2017 | Campionats europeus d'atletisme U23 2017                | Bydgoszcz, Polònia       | 800 metres              | 1:49.48         |
| 2017 | Campionat del Món d'atletisme de 2017                   | Londres, Regne Unit      | 800 metres              | 1:49.06         |
| 2019 | Campionat d'Europa d'atletisme en pista coberta de 2019 | Glasgow, Regne Unit      | 800 metres              | 1:53.21         |

Millors marques personals
Outdoor
- 800 metres – 1:48.75 (Barcelona 2016)
- 1000 metres – 2:27.20 (Barcelona 2015)

Indoor
- 800 metres – 1:49.84 (Madrid 2016)
- 1500 metres – 3:56.04 (Sabadell 2016)